# No Boundaries (Alexander Rybak)
No Boundaries è il secondo album in studio del cantante bielorusso-norvegese Alexander Rybak, pubblicato nel 2010.

## Tracce
1. First Kiss – 3:03
2. Europe's Skies – 3:44
3. I'm in Love – 3:57
4. Oah – 4:19
5. Kaja's Letter – 0:39
6. 5000 Letters – 4:31
7. Dare I Say – 4:31
8. Suomi (Finland) – 3:58
9. Why Not Me? – 3:50
10. Barndance – 3:21
11. Disney Girls – 4:14